# Sécré Richard Kouamé
Sécré Richard Kouamé (* 2. Mai 1958 in Tiassale) ist ein ivorischer Politiker.
Während der Regierungskrise 2010/2011 war er vom 5. Dezember 2010 bis 11. April 2011 Tourismus- und Handwerksminister in der Regierung Aké N’Gbo. Er ist Mitglied der Parti Démocratique de Côte d’Ivoire (PDCI).

## Leben
Kouamé war seit 2000 stellvertretender Leiter der Constituency of Commune et Sous-Prefecture de Tiassale und Mitglied der Commission for Social and Cultural Affairs.
Kouamé war als Mitglied der Regierung Aké N'Gbo ab 11. Januar 2011 von Sanktionen der Europäischen Union betroffen. So durfte er nicht in die EU einreisen und seine Gelder wurden eingefroren.